# Grammodes odonota
Grammodes odonota är en fjärilsart som beskrevs av Turner 1925. Grammodes odonota ingår i släktet Grammodes och familjen nattflyn. Inga underarter finns listade i Catalogue of Life.